# Glas Javnosti
Glas javnosti (serbisch-kyrillisch Глас јавности,  deutsche Übersetzung: Stimme der Öffentlichkeit) ist eine überregionale Tageszeitung in Serbien.
Die Erstausgabe erschien am 20. April 1998 unter dem Namen Novi Blic. Gegründet wurde die Zeitung von einigen Journalisten der Tageszeitung Blic, die sich damit dem wachsenden politischen Einfluss der Milošević-Regierung auf die Redaktion der Zeitung entziehen wollten. Nach fünf Ausgaben unter dem Namen Novi Blic musste sie aufgrund einer gerichtlichen Anordnung ihren Namen ändern. Am 25. April 1998 wurde der Name in Glas javnosti geändert. Ursprünglich war Glas javnosti eine ehemalige Tageszeitung in Kragujevac, deren Erstausgabe am 15. Juli 1874 erschien.
Der erste Chefredakteur war Manojlo Vukotić, zurzeit (2010) ist es Sonja Lakić.